# شاناوان، ساسکاچوان
شاناوان، ساسکاچوان (به انگلیسی: Shaunavon, Saskatchewan) یک منطقهٔ مسکونی در کانادا است که در ساسکاچوان واقع شده‌است. شاناوان ۵٫۱۰ کیلومتر مربع مساحت و ۱٬۷۵۶ نفر جمعیت دارد و ۹۱۶ متر بالاتر از سطح دریا واقع شده‌است.